# Église de la Mission catholique chinoise du Saint-Esprit
De Église de la Mission catholique chinoise du Saint-Esprit
is een rooms-katholieke kerk van de Chineestalige parochie in Montreal. Er is ook een cultureel parochiecentrum waar cursussen worden gegeven.
Kerk en parochiecentrum worden beheerd door de Mission catholique chinoise de Montréal (MCCM).
Het kerkgebouw uit 1864 staat in Montréal Chinatown. De parochie krijgt kerkmissen in drie verschillende talen: Standaardkantonees, Standaardmandarijn en Engels. Elke zondag om tien uur 's ochtends is de mis in het Standaardkantonees, elke zaterdag om vijf uur 's middags is de mis in het Standaardmandarijn en elke tweede zondag van de maand is er om kwart over elf een mis in het Engels.
Sinds 1957 heeft de kerk een Chinese school. De kerk organiseert ook cursussen.

## Geschiedenis
In 1902 begon de Engelstalige pastoor Martin Gallagham met het onderwijzen van Chinese Canadezen. In twee jaar tijd had hij achtenvijftig Chinese bekeerlingen laten dopen. Het waren allen mannen van de leeftijd tussen achttien en negenenveertig. In 1904 liet de pastoor een Franse brief ondertekenen door Chinese bekeerlingen om het vervolgens te sturen naar de bisschop van de omgeving voor aanvraag van een Chineestalige pastoor. Vier jaar later kwam een Chineestalige pastoor naar het gebied voor missiewerk. Het merendeel van de gelovigen sprak de Kantonese taal Siyihua.